# Olímpio de Freitas Caldas
Olympio de Freitas Caldas (Lagoa Santa, 1873 — 1932) foi um engenheiro topógrafo brasileiro.

## Obras

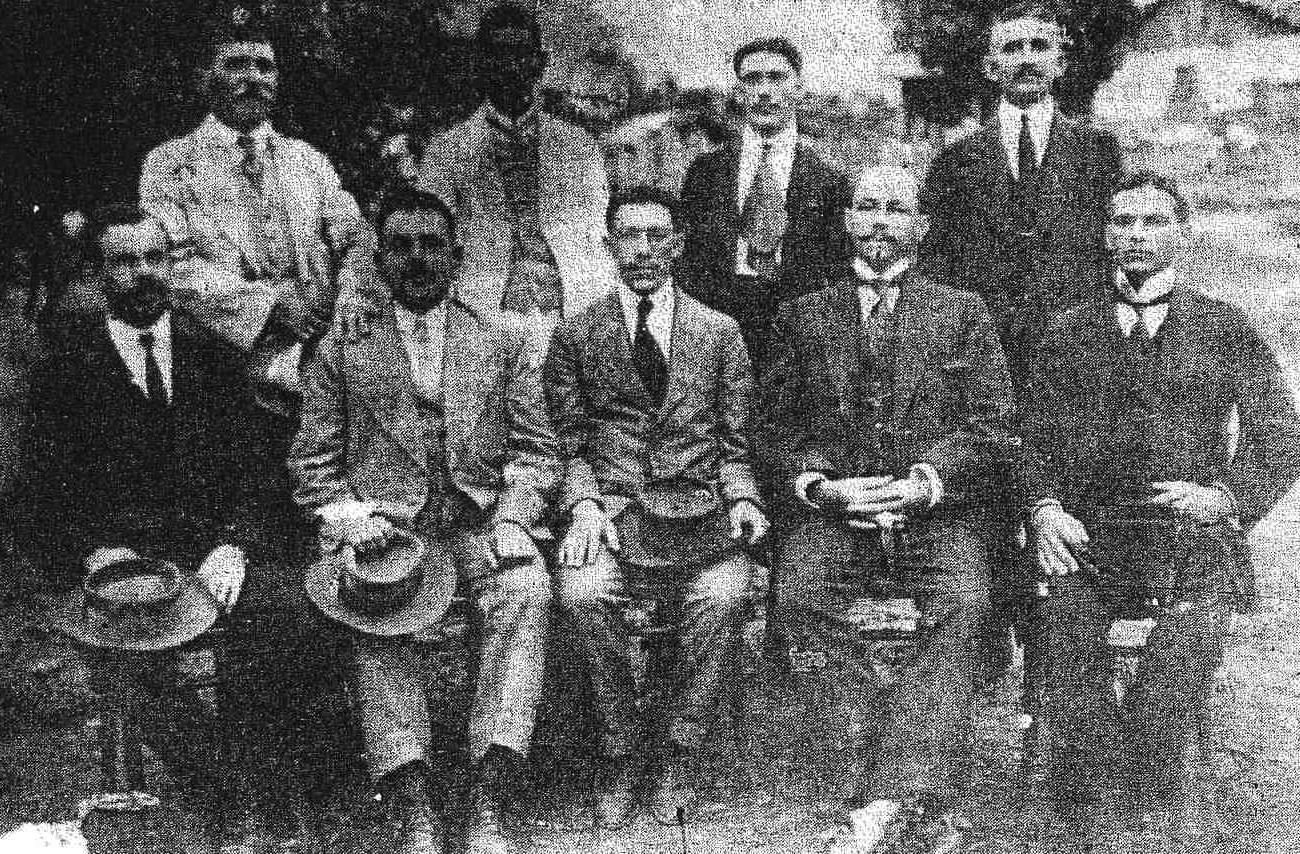
- Figueira de 1915 -
Em cima, da esquerda para a direita: Antonio Santos, Olympio de Freitas Caldas, Não identificado, Sebastião Correa Lima.
Em baixo, idem: Alacrino Pereira, Trajano Fontes, Manoel Moreira, Benjamin do Carmo, José Oliveira Fonseca.

Contratado pela Câmara Municipal de Peçanha em 1915 quando promoveu o levantamento topográfico e a planta oficial do logradouro distrital de Figueira do Rio Doce; O Dr. Olímpio, em consonância com o escritório estadual da fiscalização de Terras e Matas no local e com a sua proficiência técnica e aparelhos do ofício, fez um trabalho de escol, facilitado pela topografia privilegiada da terra, corrigindo, a partir da linha férrea, o curso sinuoso imposto pelo seguimento ribeirinho do casario original. O Dr. Olympio foi assim o Engenheiro Topógrafo que, com sua aparelhagem técnica, deu dimensão, dirigiu e demarcou as ruas, avenidas e lotes; e os oficializou na planta topográfica especificada.
A execução de tal incumbência levou anos para ser concluída, a partir do seu início em 1915. Isto porque o serviço era executado em plena mata virgem ou capoeirões fechados de difícil acesso; e de dificultosa fixação de piquetes demarcatórios de quarteirões, lotes e zoneamento ordenado de futuras praças, avenidas e ruas. Tal planta orientou o crescimento urbano que assim pôde ser disciplinado pela Câmara de Peçanha e seguido pelos ulteriores loteamentos particulares dos Cabral, Antonio Carapina, João Italiano e outros tantos proprietários de terras adjacentes ao acanhado patrimônio distrital.

## Traçados urbanísticos
- Itaguaçu - Espírito Santo
- Itapina - Espírito Santo
- Aimorés - Minas Gerais
- Figueira do Rio Doce (atual Governador Valadares) - Minas Gerais[2]

## Mapa de delimitação do municipio Figueira do Rio Doce - Governador Valadares

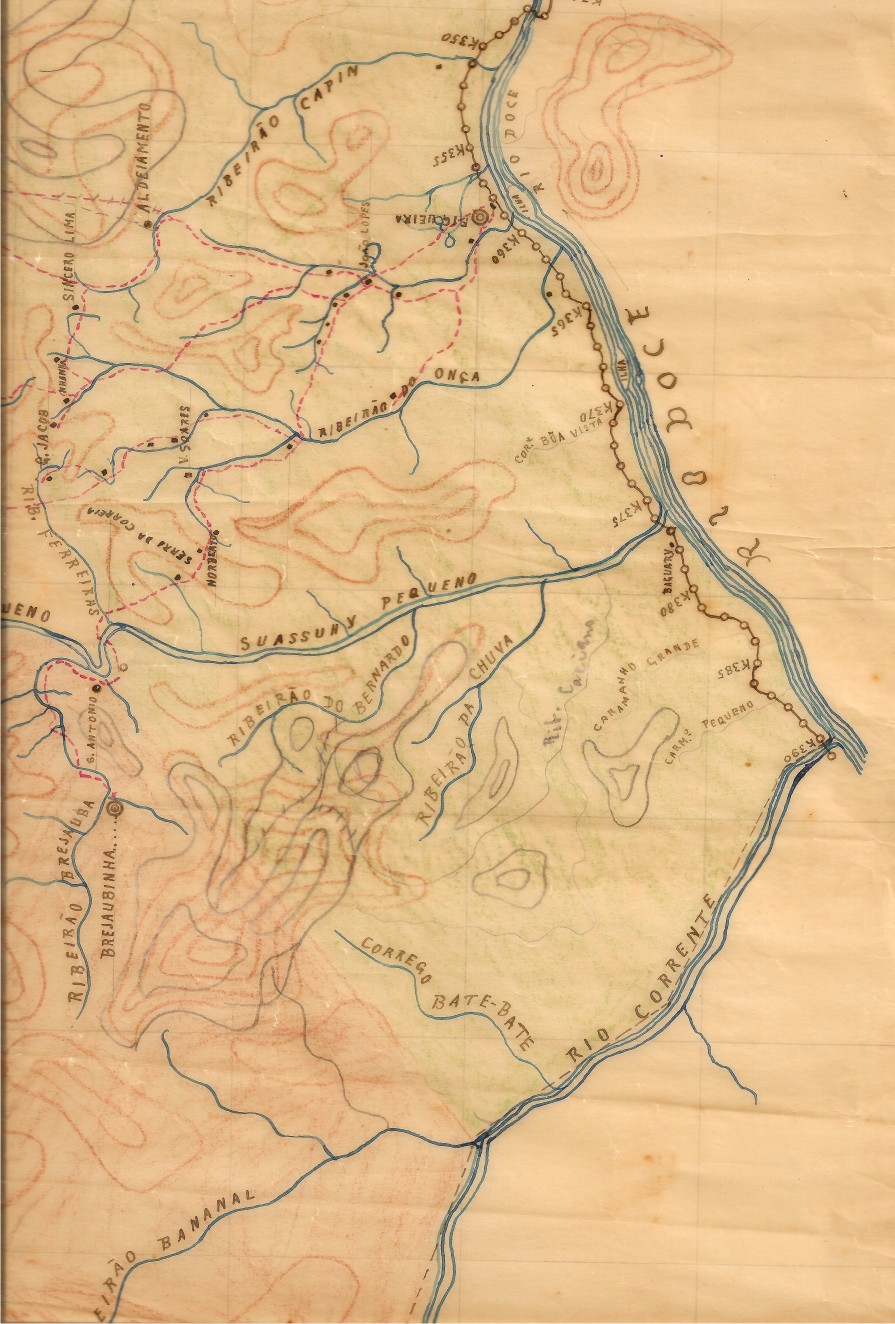
Mapa de delimitação